# Виключне право
Ви́ключне пра́во (на твір) — право, коли жодна особа, крім тієї, якій належить авторське право або суміжні права, не може використовувати твір, не маючи на те відповідного дозволу (ліцензії).
Відповідно до чинної редакції Закону України «Про авторське право і суміжні права», суб’єкт авторського права має право використовувати твір будь-яким способом (способами), а також виключне право дозволяти або забороняти використання твору іншими особами. Суб’єкт суміжних прав на виконання має право використовувати виконання будь-яким способом (способами) та виключне право дозволяти або забороняти виконання іншими особами. Суб’єкт суміжних прав на фонограму/відеограму/програму організації мовлення має право на використання фонограми будь-яким способом (способами) та виключне право дозволяти або забороняти використання фонограми іншими особами. 
Виключне право на винахід, корисну модель, промисловий зразок обов'язково затверджується відповідним документом (патент, деклараційний патент, свідоцтво), який видає уповноважений орган. Лише за наявності такого документу особа може використовувати вказані об'єкти, а також надавати дозвіл на використання іншим особам без порушення прав осіб, що можуть бути власниками об'єктів.
Виключне право на фільм — майнове право юридичної або фізичної особи, що дає право тільки цій особі на використання фільму в будь-якій формі і будь-яким дозволеним способом.